# Convento de San Juan el Bautista
El Convento de San Juan el Bautista (en ruso: Иоанно-Предтеченский монастырь, literalmente «Monasterio de San Juan el Bautista») es un gran convento ortodoxo ruso en el centro de Moscú, en el interior del anillo Bulevar, al oeste de Kitai-gorod, en el barrio antes conocido como Kulishki. Es el santuario principal de San Juan Bautista en la capital rusa.
El monasterio fue documentado por primera vez en 1604 y durante mucho tiempo fue una prisión para mujeres de sangre real y noble. Entre las famosas monjas estuvieron Dosiphea, acusada de ser la misma persona que la princesa Tarakanoff, y la asesina en serie Darya Saltykova, En la década de 1730, hubo rumores de que muchas monjas participaron en rituales Khlysty. La madre superiora fue declarada culpable y condenada a morir. El 1812 Incendio de Moscú redujo el monasterio a cenizas. El convento fue clausurado y el recinto estuvo vacío hasta la década de 1860, cuando Mikhail Bykovsky diseñó un nuevo complejo. Después de la Revolución rusa el convento fue disuelto y no revivió hasta el 2002. Los edificios han servido para una variedad de necesidades; algunos todavía están ocupados por los archivos de la región de Moscú y por una escuela de policía.